# Застава Венета
Застава Венета регионална је застава Италије. Прихваћена је 30. маја 1975.

## Дизајн
У центру уоквирен црвеном и златном бојом налази се лав Светог Марка, Десном шапом држи књигу, на којој је на латинском написана молитва: "Pax tibi Marce evangelista meus" (Нек ти је мир, Марко, јеванђелисто мој). Иза њега приказан је рељеф Венета. За заставу прикачено је седам репова, и на сваком грб један од седам округа Венета, поређаних по обрнутом алфабетном редоследу:
- Округ Виченца
- Округ Верона
- Округ Венеција
- Округ Тревизо
- Округ Ровиго
- Округ Падова
- Округ Белуно

На застави су оригинално биле написане речи "Regione del Veneto", које су избачене 1999.

## Историја
Дизајн тренутне заставе води порекло од заставе Млетачке републике, која је постојала од  697. до 1797. године. Дизајн је скоро идентичан, с тим што на оригиналној застави иза лава нема позадине, и то што има шест уместо седам репова, којима недостају регионални грбови.